# Phan Thế Ruệ
Phan Thế Ruệ (sinh năm 1946) là nhà quản lý kinh tế và chính khách Việt Nam, nguyên Thứ trưởng Bộ Thương mại, Chủ tịch Ủy ban nhân dân tỉnh Bắc Kạn.
Ông quê tại huyện Kiến Xương, tỉnh Thái Bình.

## Quá trình công tác
Ông học ngành kinh tế tại Trường Đại học Ngoại thương Hà Nội. Ông có thời gian công tác 20 năm tại tỉnh Bắc Thái.
Từ năm 1970 đến năm 1976: Công tác tại Bộ Ngoại thương, Giám đốc Công ty Xuất nhập khẩu tỉnh Bắc Thái.
Từ năm 1976 đến năm 1986: Phó Giám đốc Sở Kế hoạch đầu tư tỉnh Bắc Thái, Giám đốc Sở Thương mại tỉnh Bắc Thái, Phó Chủ tịch UBND tỉnh Bắc Thái.
Từ năm 1986 đến năm 1996: Ủy viên Thường vụ Tỉnh ủy Bắc Thái, Bí thư Thành ủy Thái Nguyên.
Khi thành lập tỉnh Bắc Kạn, từ năm 1996 đến năm 2000: ông giữ chức Phó Bí thư Tỉnh ủy Bắc Kạn, Chủ tịch UBND tỉnh Bắc Kạn.
Năm 2001 ông chuyển công tác về Hà Nội.
Từ năm 2001 đến năm 2007: Thứ trưởng Bộ Thương mại. Ông đã có thời gian dài chỉ đạo công tác lưu thông và phân phối hàng hóa.
Từ năm 2000 đến năm 2009: Trưởng ban đàm phán Hiệp định đối tác chiến lược Việt Nam - Nhật Bản VJEPA, Phó ban kinh tế kiêm nhiệm Ủy ban kiểm tra trung ương
Sau khi nghỉ hưu ông sáng lập và là Chủ tịch đầu tiên của Hiệp hội các nhà bán lẻ Việt Nam, Chủ tịch Hiệp hội Xăng dầu Việt Nam, Ủy viên Hội đồng Quản trị Công ty CP Quốc tế Sơn Hà.